# Jaroslav Tuček (šermíř)
Jaroslav Tuček, vystupující pod pseudonymem Šourek (24. srpna 1882 Praha – ?), byl český šermíř. Společně s Bedřichem Schejbalem, Otakarem Ladou, Vlastimilem Ladou-Sázavským a Vilémem Goppoldem vybojoval bronzovou medaili v šermu šavlí družstev na olympiádě v Londýně v roce 1908.
Tuček patřil k zakládajícím členům Českého šermířského klubu Riegel, jehož byl v letech 1910 až 1921 předsedou. Jakožto účetní ředitel pražského magistrátu, vystupoval při sportovních kláních pod pseudonymem Jaroslav Šourek.
Napsal významnou publikaci Pražští šermíři a mistři šermu (vydána roku 1927).